# Trebatice
Trebatice je naseljeno mjesto u okrugu Piešťany u Trnavskom kraju u Slovačkoj.

## Stanovništvo
| Godina:     | 1993. | 2003.   | 2013.   | 2023.   |
| ----------- | ----- | ------- | ------- | ------- |
| Broj ljudi: | 1223  | 1228    | 1346    | 1338    |
| Razlika:    |       | +0,40 % | +9,60 % | -0,59 % |

| Godina:     | 2022. | 2023.   |
| ----------- | ----- | ------- |
| Broj ljudi: | 1351  | 1338    |
| Razlika:    |       | -0,96 % |

Prema podacima o broju stanovnika iz 2023. godine naselje je imalo 1338 stanovnika.

## Vanjske poveznice
|  | Zajednički poslužitelj ima još gradiva o temi Trebatice |

- Službena stranica naselja (sl.)